# Moskovski prekop
Moskovski prekop (rusko: Кана́л и́мени Москвы́; do leta 1947 imenovan tudi prekop Moskva-Volga), je prekop v Rusiji, ki povezuje reko Moskvo z reko Volgo. Poteka od Moskve in v Moskovski oblasti. Prekop se navezuje na reko Moskvo v Tušinu (območje na severozahodu Moskve), od koder teče približno proti severu, da bi se srečal z reko Volgo v mestu Dubna, tik pred akumulacijskim jezom Ivankovo. Dolžina prekopa je 128,1 kilometra.
Moskva je s prekopom povezana z ruskim enotnim sistemom globokovodnih poti, velikim sistemom prekopov in rek v evropski Rusiji, ki je ustvaril dostop do petih morij: Belo morje, Baltsko morje, Kaspijsko jezero, Azovsko morje in Črno morje. Kot takega ga včasih imenujejo pristanišče petih morij (rusko: порт пяти морей). Poleg prevoza prekop zagotavlja tudi približno polovico porabe vode v Moskvi, številni zbiralniki pa se uporabljajo kot rekreacijske cone. 
Eden najvišjih kipov Vladimirja Lenina na svetu, visok 25 metrov, zgrajen leta 1937, stoji v Dubnu na sotočju reke Volge in Moskovskega prekopa. Spremljevalni kip Josipa Stalina podobne velikosti je bil porušen leta 1961 v obdobju destalinizacije.

## Zgodovina
Že Peter Veliki je razmišljal o povezavi Volge in Moskve s prekopom, gradbena dela pa so se začela celo med letoma 1825 in 1844. 15. junija 1931 je Centralni komite komunistične partije sklenil zgraditi prekop, ki bi sprva služil samo za oskrbo Moskve vodo. 
Gradnja prekopa Moskva-Volga je bil eden največjih projektov v petletnem načrtu 1932–1937. Zanj je bil odprt taborni kompleks Dmitlag (sprva Dmitrovlag) z mestom Dmitrov v središču, ki je bilo od leta 1932 do 1938 največje znotraj Gulaga. V času največje širitve leta 1936 je bilo v Dmitlagu za suženjska dela 192.034 zapornikov. Zaporniki so prekop gradili med letoma 1932 in 1937 pod vodstvom sovjetske tajne policije in Matveja Bermana.
Delo je bilo izjemno naporno: delo na prostem je bilo dovoljeno zaustaviti le pri temperaturah od minus 30 stopinj. Na glavo in dan so izračunali 200 gramov kruha, 200 gramov makaronov in 100 gramov rastlinskega olja. Hrane je bilo več le, če je bil načrt presežen. Delali so brez kosila. Med poskusom pobega je bilo veliko ujetnikov ustreljenih. V prvih dveh letih v letih 1933 in 1934 je umrlo 8.873, skupno 22.842 ljudi je izgubilo življenje za kanal. V gozdovih in močvirjih so bili skopani množični grobovi. Čeprav je bilo za sovjetske razmere zbrano izjemno število tehničnih naprav (172 lokomotiv in 2000 vagonov, 1800 kamionov, 300 traktorjev in 200 bagrov), so zemeljska dela v glavnem opravili ročno.
Prekop je bil odprt 15. julija 1937 kot prekop Moskva-Volga (Канал Москва — Волга). Ob tej priložnosti je bilo izpuščenih 50.000 zapornikov.
V počastitev 800-letnice Moskve leta 1947 so kanal v čast mestu preimenovali v Moskovski kanal (Канал имени Москвы) in od takrat nosi njegovo sedanje ime.

## Mere
Najmanjša globina kanala je 5,5 metra, dimenzije njegove zapornice pa 290 x 30 metrov.

## Potek
Prekop se začne pri akumulaciji Ivankovo v bližini mesta Dubno, kjer sta tudi zapornica in hidroelektrarna Ivankov. Sotočje z reko Moskvo je v moskovskem vasi Tušino. Prekop  prvih 74 kilometrov poteka čez severno pobočje grebena Klin-Dmitrov in 38 metrov je treba premagati s šestimi zapornicami (št. 2–6).
V nadaljnjem poteku je več rezervoarjev, ki skupaj obsegajo 19,5 kilometra. Krmarski del prekopa se konča v severnem delu moskovskega pristanišča, po katerem se v dolžini treh kilometrov izliva v reko Moskva. Tu sta dve zapornici (št. 7 in 8); prekop teče tu čez jez, delno nad Volokolamskersko cesto.
Vsaka od osmih zapornic je zasnovana individualno; severno celinsko pristanišče v kraju Himki je tudi arhitekturno izjemno, zgrajeno po načrtih arhitektov Ruhjadev, Krinski.
Prekop potrebuje prenovo, novejše študije pa stroške obnove ocenjujejo na 1,5 do 3 milijarde rubljev.

## Galerija
- Tušino predor pod Moskovskim prekopom
- Most Bačelis čez prekop
- Kip Lenina pri Dubnem
- Železniški most Khimki